# Sandhamn
Sandhamn é uma pequena localidade da Suécia, situada no lado norte da ilha de Sandön (vulgarmente conhecida como Sandhamn), no arquipélago de Estocolmo.
É uma concorrida estância de verão, onde tem a partida a Regata de Sandhamn (Sandhamnsregattan) e a Regata da Gotland (Gotland Runt).
Dispõe de uma praia no lado sul da ilha, com areia branca e rochedos. 
É também conhecida por ser lá na ilha que está situada a casinha de campo (stuga) de Mikael Blomkvist, personagem fictícia da Trilogia Millennium de Stieg Larsson.

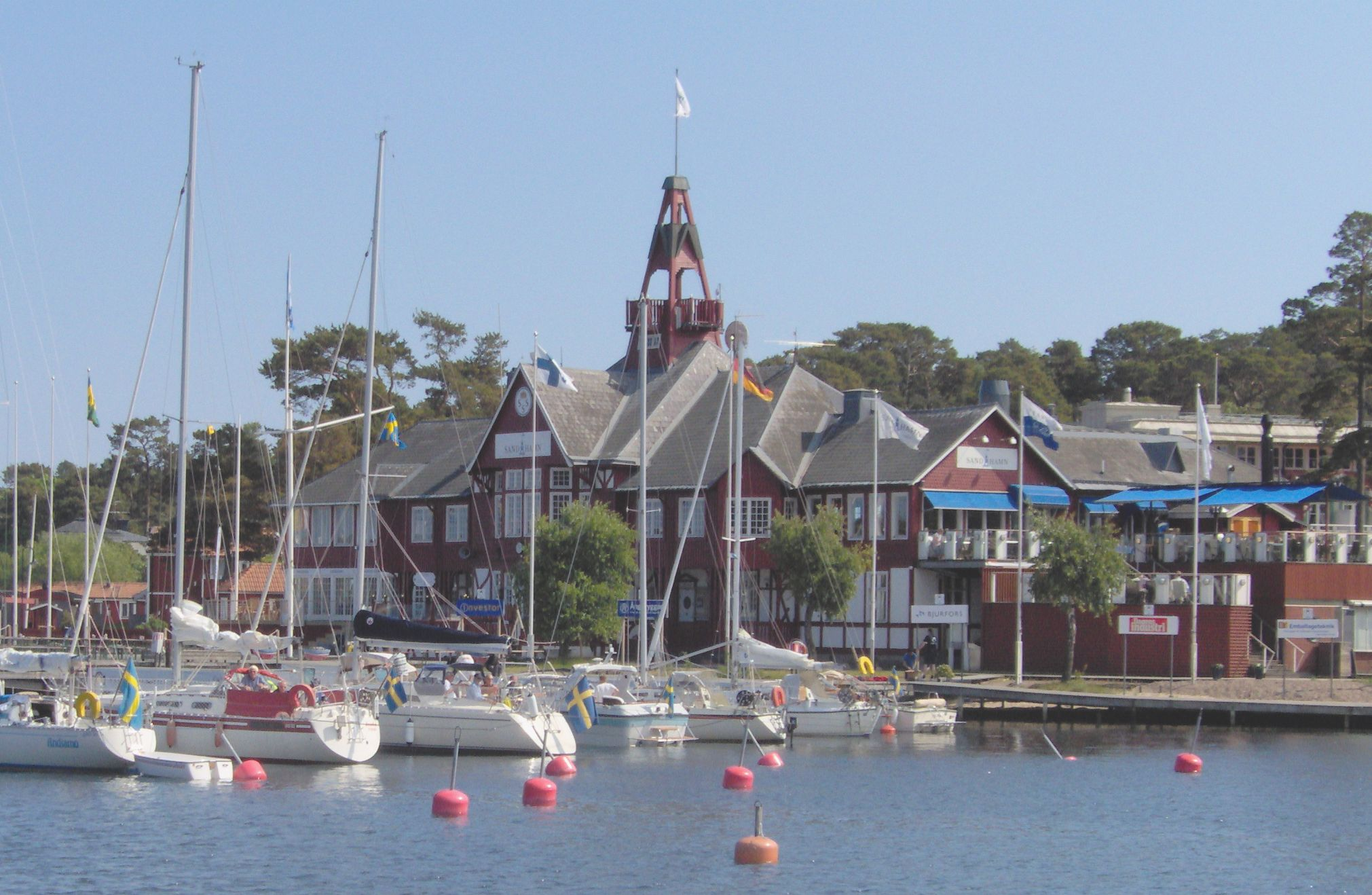
Hotel de Sandhamn.
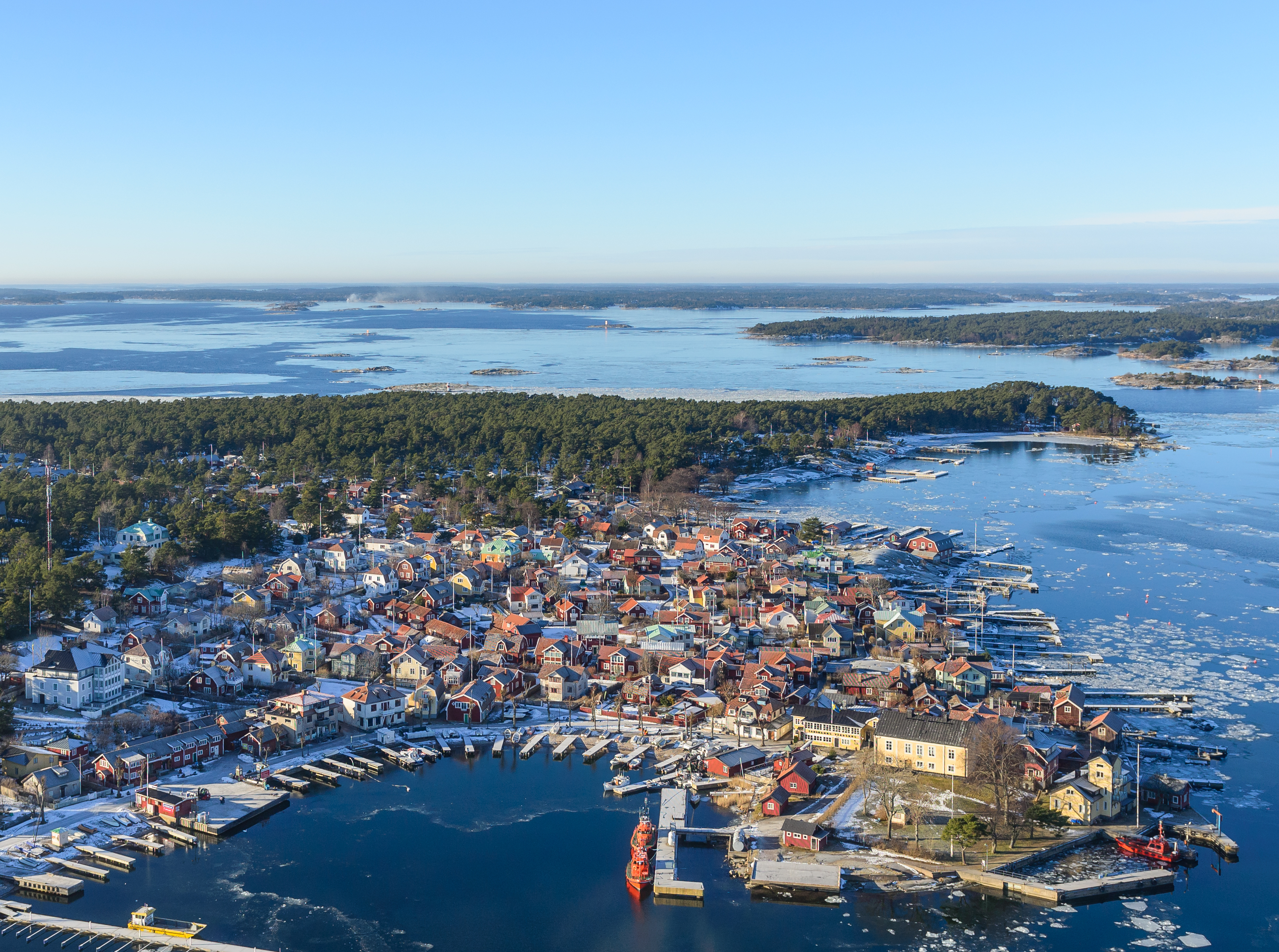
A velha Sandhamn.
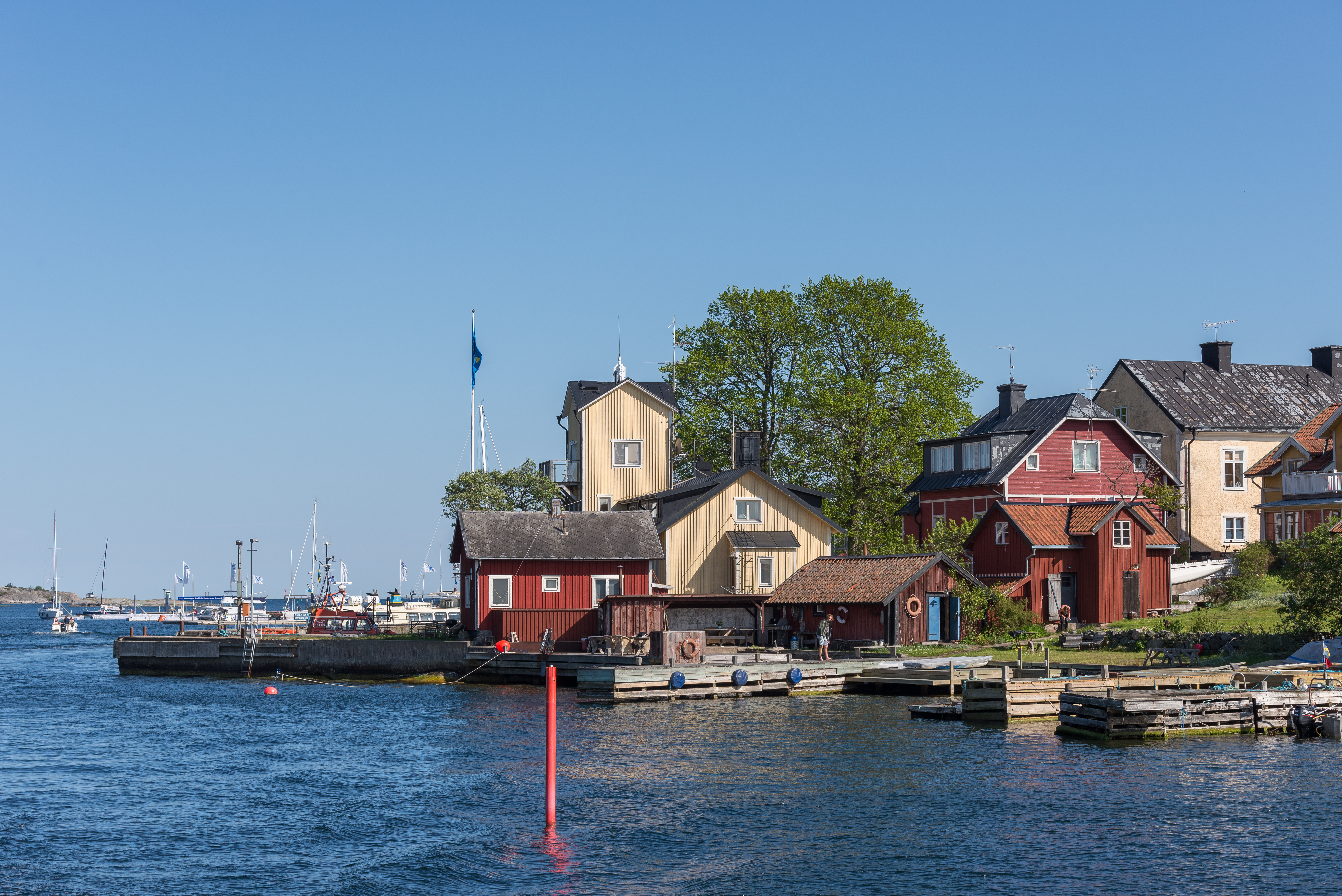
Sandhamn em junho
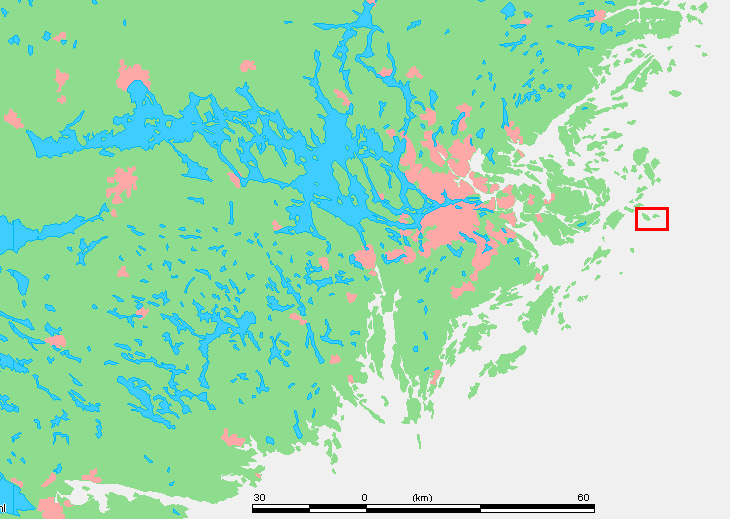
Sandhamn no Arquipélago de Estocolmo